# Sh2-135
Sh2-135 est une nébuleuse en émission visible dans la constellation de Céphée.
Elle est située dans la partie sud de la constellation, juste au nord de la ligne joignant les étoiles ζ Cephei et δ Cephei. La période la plus appropriée pour son observation dans le ciel du soir tombe entre les mois de juillet et décembre et elle est considérablement facilitée pour les observateurs situés dans les régions de l'hémisphère boréal, où elle se produit circumpolaire jusqu'aux régions tempérées chaudes.
Il s'agit d'une région H II liée à une nébuleuse sombre de poussière interstellaire, montrant un front d'ionisation prononcé et en expansion. Un modèle qui peut bien expliquer la situation est le modèle dit du blister : selon ce schéma, le gaz ionisé est emporté par le front d'ionisation à la suite de l'interaction entre la région H II et le nuage moléculaire adjacent. L'étoile responsable de l'ionisation des gaz est de classe spectrale O9,5V. Les estimations de distance initiales ont fourni une valeur d'environ 1 900 pc (∼6 200 al), tandis que des estimations beaucoup plus récentes ont donné des valeurs beaucoup plus élevées, de l'ordre de 3 100 parsecs (environ 10 100 années-lumière). De nombreuses sources de rayonnement infrarouge ont été identifiées autour de cette nébuleuse par l'IRAS,, indiquant ainsi la présence de processus récents de formation d'étoiles. La plupart de ces étoiles sont regroupées en un jeune amas ouvert, dont l'étoile dominante a une masse d'environ 7 M☉ ainsi que 174 jeunes objets stellaires identifiés avec certitude et constituant deux amas principaux.